# Большевик (Урицкий район)
Большевик — посёлок в Урицком районе Орловской области России.
Входит в состав Котовского сельского поселения.

## География
Расположен между деревней Большое Сотниково (на западе) и посёлком Ясная Поляна (на востоке); южнее находится посёлок Тихий, от которого Большевик отделяет речка. Через Большевик проходит автомобильная дорога.
В посёлке имеется одна улица — Большевик.

## Население
| 2010 |
| ---- |
| 19   |